# Sippar
Sippar (sum. zimbir(UD.KIB.NUN)ki; akad. Sippar, Sippir) – starożytne miasto w północnej Babilonii, położone na wschodnim brzegu Eufratu, około 60 km na północ od Babilonu; obecnie stanowisko archeologiczne Abu Habbah (tłum. „Ojciec nasion”) w prowincji Babilon w Iraku, ok. 30 km na południowy zachód od Bagdadu.

## Stanowisko
Stanowisko Abu Habbah zajmuje powierzchnię ok. 100 ha. Składają się na nie dwa przyległe telle, otoczone wciąż widoczną groblą. Na tellu południowo-zachodnim odkryto dzielnicę religijną z jej ziguratem i świątyniami, natomiast na tellu północno-wschodnim ulokowana była dzielnica mieszkalna. Stanowisko bardzo ucierpiało z rąk XIX-wiecznych odkrywców, którzy rozkopywali je w poszukiwaniu zabytków nie stosując praktycznie żadnych technik wykopaliskowych.

## Identyfikacja
Identyfikacji Abu Habbah ze starożytnym Sippar dokonał po raz pierwszy w 1885 roku Theophilus G. Pinches. Należy jednak zaznaczyć, iż w  źródłach klinowych wymienianych jest wiele miast zawierających w swej nazwie człon Sippar, co sprawiło, iż początkowo nie wiedziano czy nazwy te odnosiły się do jednego, czy też do kilku różnych miast. Badania Dominique Charpin wykazały, iż nazwą Sippar określano w starożytności dwa miasta - jedno identyfikowane ze stanowiskiem Abu Habbah, i drugie identyfikowane ze stanowiskiem Tell ed-Der, leżącym jedynie o kilka kilometrów na północny wschód od Abu Habbah. Pierwsze Sippar występowało też w tekstach klinowych pod nazwami Sippar-Jahrurum, Sippar-ša-Šamaš („Sippar boga Szamasza”), Sippar-șērim i Sippar-u4.ul.lí.a, natomiast do drugiego Sippar odnosić się miały nazwy Sippar-Amnānum, Sippar-Annunītum (też Sippar-Anunītu), Sippar-rabûm i Sippar-dūrum.

## Historia
Strategiczne położenie Sippar na mezopotamskiej równinie aluwialnej i jego znaczenie religijne jako ważnego ośrodka kultu boga Szamasza sprawiły, iż stało się ono jednym z najważniejszych miast w całej Mezopotamii. Już w początkach swego istnienia Sippar osiągnęło niemal legendarny status stając się - jak chce Sumeryjska lista królów - jednym z pięciu miast wybranych przez bogów do rządzenia Sumerem przed potopem.
Według znalezisk z badań powierzchniowych przeprowadzonych przez Roberta Adamsa najwcześniejsze ślady zasiedlenia stanowiska pochodzą z okresu Uruk, ale w czasie wykopalisk nigdy nie osiągnięto warstw z tego okresu. Badania wskazują, że miasto nabrało znaczenia w przeciągu III tys. p.n.e. i pozostało ważnym ośrodkiem w północnej Babilonii w II i I tys. p.n.e. Najpóźniejsze ślady, z końca okresu partyjskiego (I-II w. n.e.) odkryto tylko na niewielkim obszarze w części północno-wschodniej stanowiska. Źródła klinowe potwierdzają występowanie nazwy Sippar (UD.KIB.NUNki) już w tekstach z okresów wczesnodynastycznego i akadyjskiego. Warto też zauważyć, że od tego samego czasu nazwa Eufratu zapisywana jest ídUD.KIB.NUNki (tłum. „rzeka miasta Sippar”).

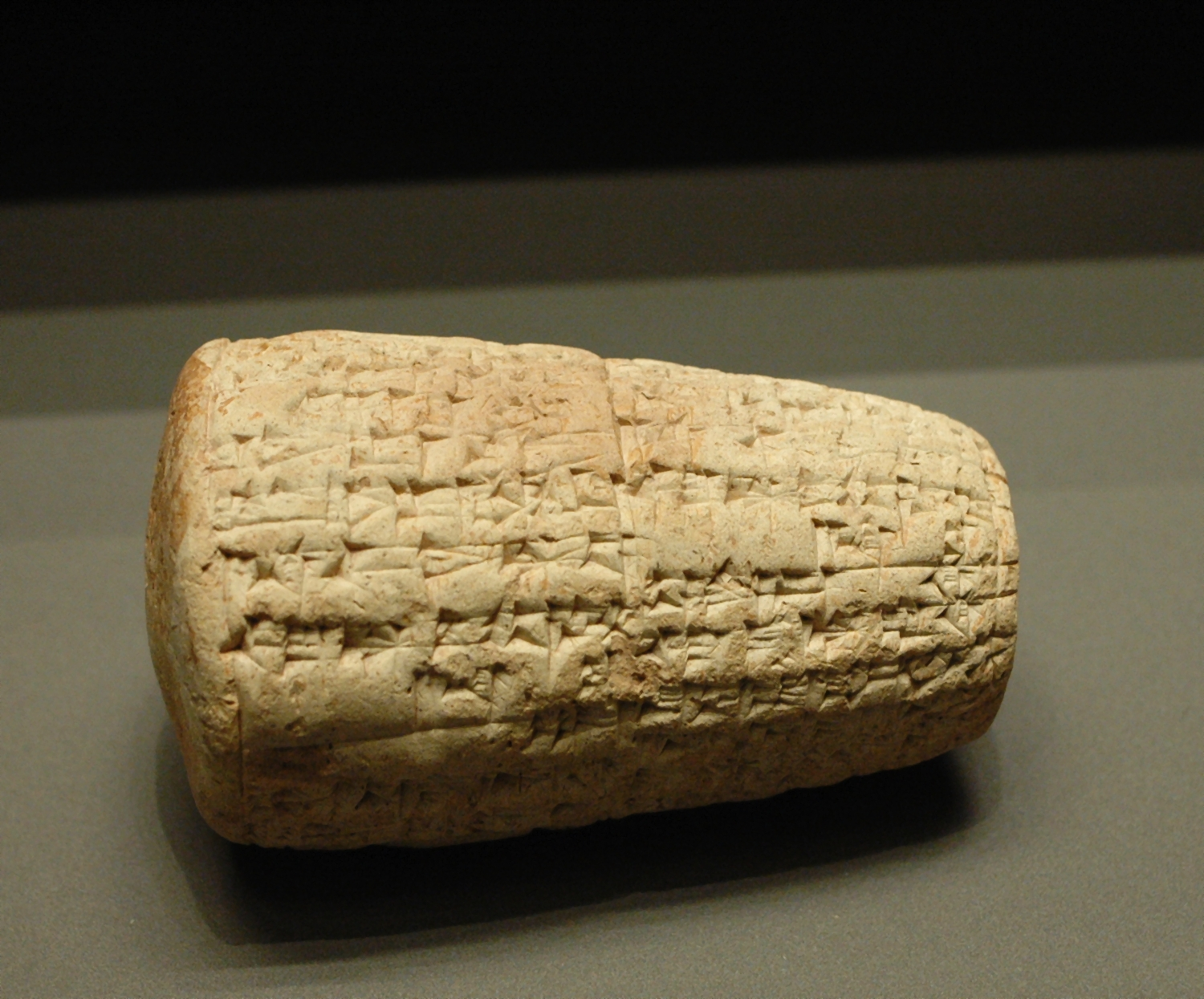
Inskrybowany stożek gliniany upamiętniający wzniesienie murów Sippar przez Hammurabiego; zbiory Luwru (AO 3277)

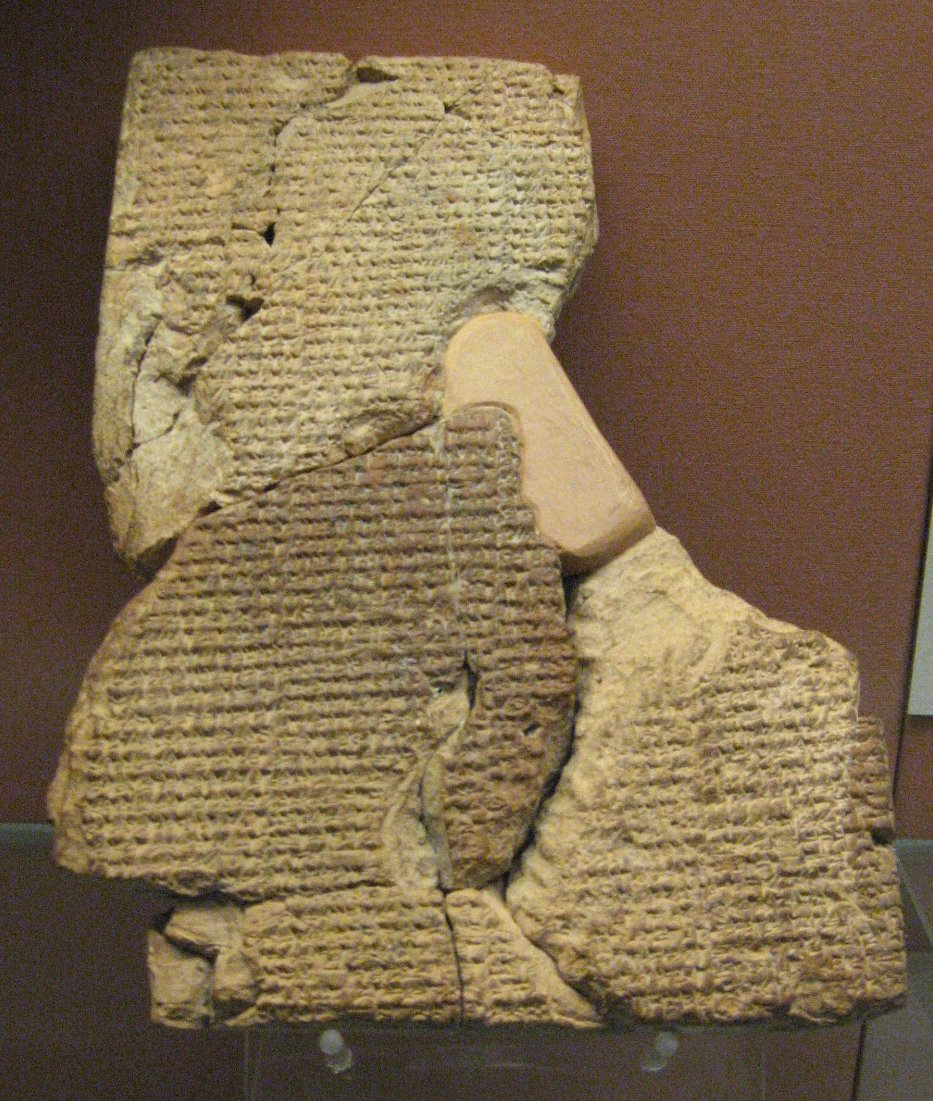
Jedna z tabliczek z Eposem o Atra-hasisie odnaleziona w Sippar; zbiory British Museum

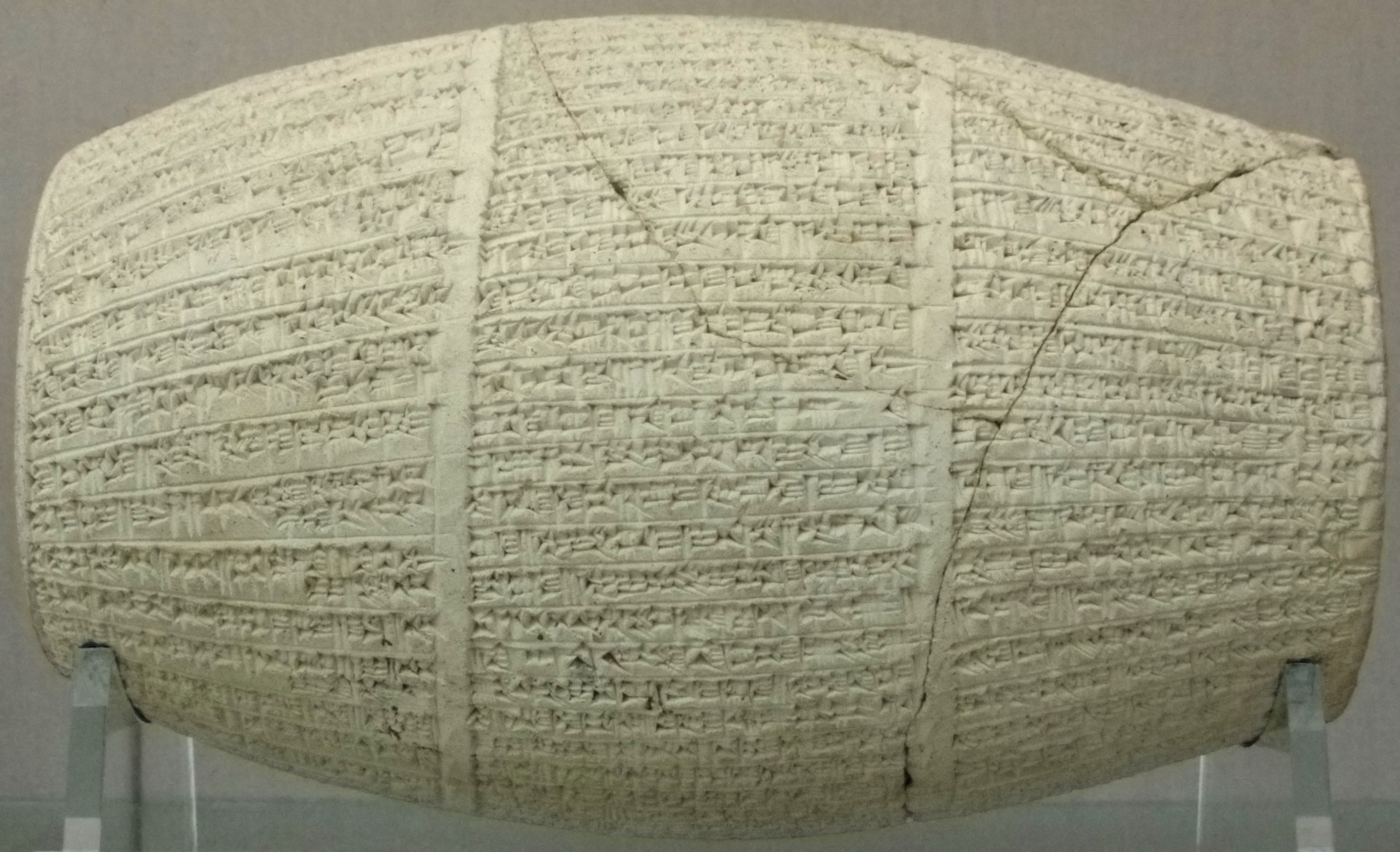
Cylinder fundacyjny Nabonida odnaleziony w świątyni Szamasza w Sippar; zbiory British Museum

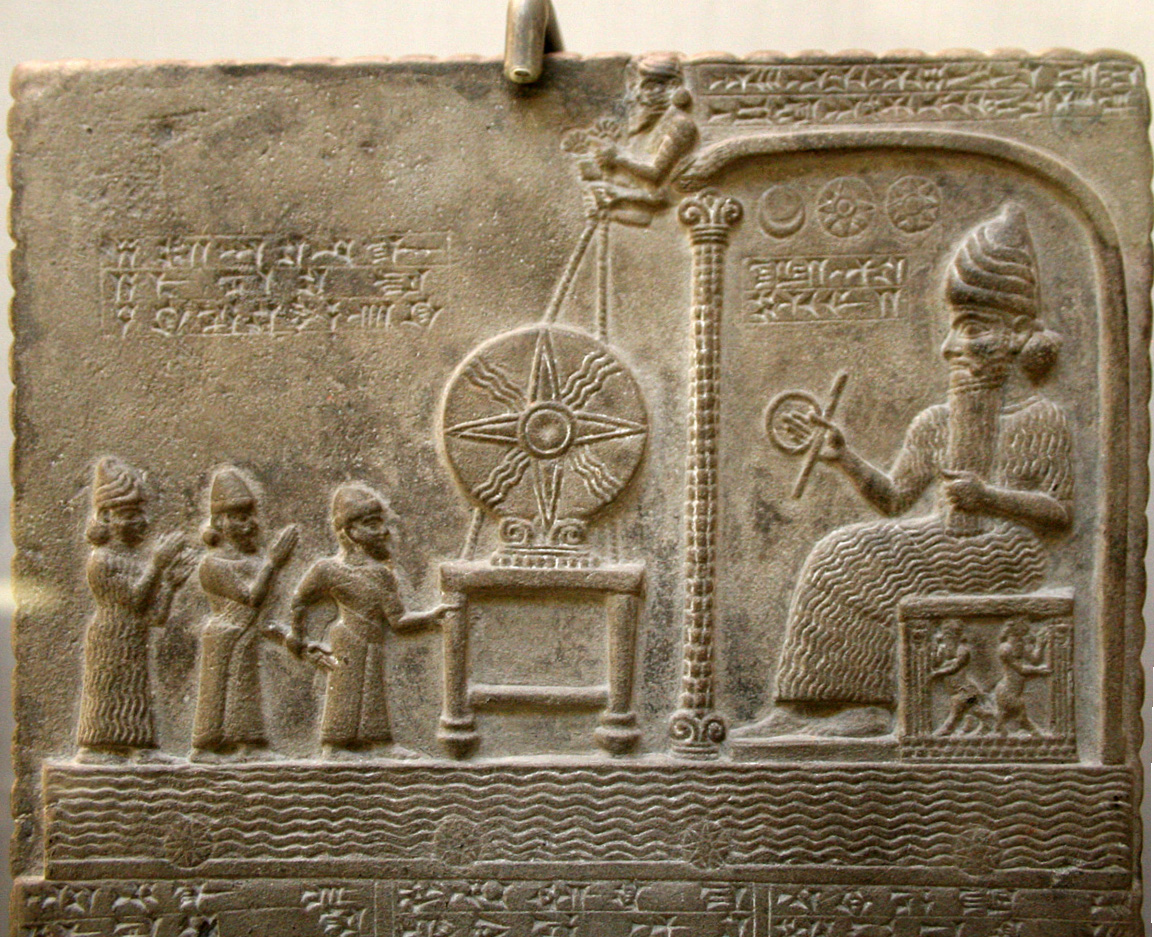
Tzw. „tabliczka Szamasza” - przedstawienie reliefowe ukazujące babilońskiego króla Nabu-apla-iddinę prowadzonego przed oblicze boga Szamasza; znaleziona w Sippar; zbiory British Museum

## Wykopaliska
Wydaje się, iż pierwszy plan i krótki opis stanowiska sporządzili W.B. Selby i J.B. Bewsher ok. roku 1860. Dwadzieścia lat później Hormuzd Rassam działający z ramienia British Museum skoncentrował swe badania na dzielnicy świątynnej, wokół ziguratu, gdzie odkrył ponad 150 pomieszczeń i wiele dużych dziedzińców. Na północny wschód od ziguratu Rassam odkrył część świątyni Szamasza i część sąsiedniej budowli, później przez Waltera Andrae i Juliusa Jordana uważanej za świątynię Aji, małżonki Szamasza. Kolejnymi badaczami, którzy odwiedzili to stanowisko byli W.H. Ward, pierwszy, który odróżnił Sippar od Sippar-Amnanum, ale błędnie identyfikował to ostatnie z Agade, oraz E.A.W. Budge, który przybył tu w poszukiwaniu nowych tabliczek klinowych. 
Pomiędzy styczniem a kwietniem 1894 roku prace na stanowisku prowadził Vincent Scheil we współpracy z Bedry Bejem z Muzeum w Konstantynopolu. Na północ od ziguratu Scheil odkrył szereg domów, a w jednym z nich tekst wzmiankujący kapłankę (nadītum) boga Szamasza o imieniu Narubta. To właśnie na tym obszarze niemal wiek później archeolodzy iraccy odkryli budowlę, która według wszelkiego prawdopodobieństwa była „klasztorem”. Scheil, oceniając wyniki prac w dzielnicy świątynnej za skromne, przeniósł swe wykopaliska do dzielnicy mieszkalnej, gdzie odkrył szereg domów, głównie z okresu starobabilońskiego. Ok. 30 lat później Andrae i Jordan odwiedzili stanowisko i ukończyli rozpoczęte przez Rassama plany obszaru wokół ziguratu. W latach 1972–73 Belgijska Ekspedycja Archeologiczna w Iraku przeprowadziła badania sondażowe na terenie wału ziemnego otaczającego stanowisko. Wcześniejsze wykopaliska na sąsiednim stanowisku Tell ed-Der pokazały, że znajdujący się tam wał ziemny powstał w wyniku pokrycia ziemią stojącego tam wcześniej muru miejskiego zbudowanego z cegły mułowej. Wykopy sondażowe w Sippar odkryły istnienie bardzo podobnej konstrukcji ziemnej. Z powodu wysokiego poziomu wód gruntowych poziom ceglanego muru nie mógł zostać osiągnięty, ale Scheil, który mógł kopać głębiej, niż jest to możliwe obecnie, opisał odkrycie pod konstrukcją ziemną muru z cegły mułowej. Powstanie tej konstrukcji ziemnej przypisać należy najprawdopodobniej Hammurabiemu, który w 42 roku swego panowania wzniósł potężne umocnienia ziemne wokół Sippar: „jeżeli chodzi o Sippar, wieczne miasto boga Szamasza, wzniósł on jego mury z wielkich ilości ziemi” (43 data roczna Hammurabiego). To samo wydarzenie opisuje jego inskrypcja na glinianym „gwoździu” fundacyjnym: „Ja, Hammurabi, (...) zaprawdę podwyższyłem szczyt murów Sippar (przy użyciu) ziemi na podobieństwo wielkiej góry”. Wydaje się więc, iż zarówno w Sippar jak i w Tell ed-Der pozostałości starego ceglanego muru miejskiego pokryte zostały potężną konstrukcją ziemną, która chronić je miała nie tylko przed wrogiem, ale też przed wylewami Eufratu
Od 1978 roku regularne prace wykopaliskowe na stanowisku prowadzili archeolodzy iraccy z Uniwersytetu Bagdadzkiego pod kierunkiem Walida al-Jadira. Z początku wykopaliska skupiły się na tellu północno-wschodnim. Odkryte tu w czterech górnych warstwach pozostałości domów wydatowane być mogły na podstawie znalezionych w nich tekstów i ceramiki na okres pomiędzy XIX a XVI w. p.n.e. Głębsze wykopaliska pozwoliły odkryć pozostałości z okresów akadyjskiego i wczesnodynastycznego. W 1985 roku wykopaliska przeniesiono do dzielnicy świątynnej, do budowli odkrytej wcześniej przez Rassama. Ten budynek, który Andrae i Jordan uznali za świątynię Aji, był ponownie stopniowo odkrywany. To właśnie w tym budynku al-Jadir odkrył bibliotekę, w której setki tabliczek wciąż tkwiły na glinianych półkach, tak jak je zostawiono dwa i pół tysiąca lat wcześniej. Biblioteka składała się głównie z tabliczek pochodzących z okresu nowobabilońskiego. Odnaleziono kopie wielu utworów literackich (np. Eposu o Atra-hasisie), modlitw, inskrypcji historycznych (w tym kopię inskrypcji Manisztusu, kopię prologu słynnego zbioru praw Hammurabiego, kopie inskrypcji Hammurabiego dotyczących murów Sippar). Wiele z odkrytych tekstów było kopiami tekstów pochodzących z takich miast, jak Babilon, Nippur, Agade czy samo Sippar. Najstarsza tabliczka (z listą własności świątynnej z Nippur) pochodzi z 7 roku panowania Adad-apla-iddiny (1061 rok p.n.e.). Najpóźniejsza tabliczka w kolekcji datowana jest na pierwszy rok panowania króla perskiego Kambyzesa (529 rok p.n.e.). Niedługo później, na pocz. V w. p.n.e., wszelka działalność w świątyniach w Sippar ustaje.

## „Klasztor” w Sippar
W okresie starobabilońskim Sippar znane było z jego gagûm („klasztoru”), gdzie mieszkały nadītum – kapłanki boga Szamasza. Kodeks Hammurabiego wspomina nadītum żyjące zarówno na terenie „klasztoru”, jak i poza nim. Wiele z nadītum pochodziło z bogatych rodzin i wydaje się, iż istniała tradycja wśród królów z dynastii starobabilońskiej, by jedną ze swych córek poświęcić bogu Szamaszowi, co jasno świadczy o prestiżu jakim cieszył się „klasztor” w Sippar.
Na północny zachód od ziguratu, tam gdzie Scheil znalazł tekst nadītum Narubty, archeolodzy iraccy odkryli bardzo wyraźny system wąskich, równoległych ulic. Ulice te umożliwiały dostęp do szeregu małych, połączonych ze sobą domów, zwykle składających się tylko z dwóch pomieszczeń. Taka organizacja przestrzenna może wskazywać, że budynki te to właśnie znany z tekstów „klasztor” kapłanek nadītum.

## Świątynie w Sippar
Lista najważniejszych świątyń w Sippar znanych ze wzmianek w tekstach klinowych:
- E-babbar (sum. é.babbar, tłum. „Jaśniejący dom”) - świątynia boga Szamasza  i jego małżonki bogini Aji[6];
- E-kunankuga (sum. é.kun4.an.kù.ga, tłum. „Dom - nieskalane schody do niebios”) - zigurat boga Szamasza[7];
- E-edina (sum. é.edin.na, tłum. "Dom stepu") - świątynia Isztar jako Bēlet-Sippar - „Pani (miasta) Sippar”[8];
- E-ula (sum. é.ul.la, tłum. „Dom radości”) - świątynia bogini Guli jako Ninkarrak[9];

## Literatura (wybór)
- Charpin D., Sippar: Deux villes jumelles, w: Revue d’Assyriologie et d’Archeologie Orientale 82 (1988), s. 13-32.
- Charpin D., Le point sur les deux Sippar, w: Nouvelles Assyriologiques Breves et Utilitaires 114 (1992), s. 84-85.
- Harris R., Ancient Sippar: A Demographic Study of an Old Babylonian City, 1894-1395 B.C., Leiden 1975.
- al-Jadir W., Sippar: Ville du dieu soleil, w: Dossiers Histoire et Archeologie 103 (1986), s. 52-54.
- Scheil V., Une saison de fouilles a Sippar (Abou Habba), janvier-avril 1894, Cairo 1902.